# Bad Zwischenahn
Bad Zwischenahn è un comune di 29 351 abitanti, della Bassa Sassonia, in Germania.
Appartiene al circondario (Landkreis) dell'Ammerland (targa WST).